# Burning (film)
Burning er en koreansk film fra 2018 instrueret af Chang-dong Lee med Yoo Ah-In, Steven Yeun og Jeon Jong-seo i hovedrollerne. Filmen havde premiere under filmfestivalen i Cannes, hvor den deltog i hovedkonkurrencen i 2018. Den vandt Sølvspejlet under Film fra Syd i 2018.
Filmen var Sydkoreas bidrag til bedste fremmedsprogsfilm ved Den 91. Oscaruddelingen.

## Medvirkende
- Ah-In Yoo som Jong-su Lee
- Sang-yeop Yeun som Ben
- Jong-seo Jeon som Hae-mi Shin
- Soo-Kyung Kim som Yeon-ju
- Seung-ho Choi som Yong-seok Lee
- Sung-Keun Moon som Advokat